# Купрес (Республика Сербская)
Община Купрес (серб. Општина Купрес) —  община (муниципалитет) в северо-западной части Республики Сербской в составе БиГ. Центр общины находится в посёлке Ново-Село. Относится к региону Баня-Лука, в частности, субрегиону Мрконич-Град.

## Население
По переписи населения 2013 года численность населения общины Купрес составила 320 человек, по переписи 1991 года (в 4-х нп) —  1242 человека.
Этнический состав населения общины Купрес по переписи 1991 года (в 4-х нп / в границах 2013 года):
- сербы — 918 (73,91 %) / 783 (98,86 %);
- хорваты — 311 (25,04 %) / 1 (0,12 %);
- боснийские мусульмане — 0 (0,00 %) / 0 (0,00 %);
- югославы — 0 (0,00 %) / 0 (0,00 %);
- остальные, неопределённые и неопознанные — 13 (1,05 %) / 8 (1,01 %).

Всего: 1242 / 792
Этнический состав населения довоенной общины Купрес (в 36-ти нп) по переписи 1991 года:
- сербы — 4864 (50,57 %);
- хорваты — 3813 (39,64 %);
- боснийские мусульмане — 802 (8,33 %);
- югославы — 67 (0,69 %);
- остальные, неопределённые и неопознанные — 72 (0,74 %).

Всего: 9618

## Населённые пункты
В состав общины входят 4 населённых пункта.
Список населённых пунктов общины Купресс численностью населения по переписям 1991 и 2013 годов:
|   | нас. пункт | серб.     | босн.     | 1991 г. | 2013 г. |
| - | ---------- | --------- | --------- | ------- | ------- |
| 1 | Мрджановци | Мрђановци | Mrđanovci | 281     | 98      |
| 2 | Ново-Село  | Ново Село | Novo Selo | 320     | 126     |
| 3 | Растичево  | Растичево | Rastičevo | 394     | 0       |
| 4 | Шеменовци  | Шеменовци | Šemenovci | 247     | 0       |
|   | всего      |           |           | 1242    | 320     |

## История
В апреле 1992 года Купрес был захвачен хорватскими подразделениями, убившими множество гражданских сербов в городе и окрестных селах. После боснийской войны в 1995 году довоенная община Купрес (из 36-ти нп) была разделена на 2 одноимённые общины, одна из которых —  Купрес —  отошла к ФБиГ (32 нп), а другая —  Купрес —  к Республике Сербской (4 нп).